# خوسيه سانشيز (مغني)
خوسيه سانشيز (بالإسبانية: Pepe de Lucía)‏ (و. 1945  م) هو مغني، ومنتج أسطوانات، وملحن إسباني، ولد في الجزيرة الخضراء.

## روابط خارجية
- خوسيه سانشيز على موقع ميوزك برينز (الإنجليزية)
- خوسيه سانشيز على موقع أول ميوزيك (الإنجليزية)
- خوسيه سانشيز على موقع ديسكوغز (الإنجليزية)